# Acemya tibialis
Acemya tibialis är en tvåvingeart som först beskrevs av Daniel William Coquillett 1897.  Acemya tibialis ingår i släktet Acemya och familjen parasitflugor. Inga underarter finns listade i Catalogue of Life.